# Шошкалы (озеро, Тимирязевский район)
Шошкалы (каз. Шошқалы) — озеро в Тимирязевском районе Северо-Казахстанской области Казахстана. Находится в 20 км к северо-востоку от села Анновка.
По данным топографической съёмки 1945 года, площадь поверхности озера составляет 7,41 км². Наибольшая длина озера — 3,4 км, наибольшая ширина — 2,8 км. Длина береговой линии составляет 13,6 км, развитие береговой линии — 1,17. Озеро расположено на высоте 162,8 м над уровнем моря.